# Diecéze Agropoli
Diecéze Agropoli je titulární diecéze římskokatolické církve.

## Historie
Agropoli v dnešní Itálii je starobylé biskupské sídlo nacházející se v provincii Salerno.
Existence této diecéze je doložena v dopisu papeže svatého Řehoře I. Velikého z roku 592, který byl adresován biskupu Felixovi.
Dnes je využívána jako titulární biskupské sídlo; současným (arci)biskupem je Pedro López Quintana, apoštolský nuncius.

## Seznam biskupů
- Felix (zmíněn roku 592)

## Seznam titulárních biskupů
- Zenon Grocholewski (1982–1991) (titulární biskup)
  - Zenon Grocholewski (1991–2001) (titulární arcibiskup)
- Marc Ouellet, P.S.S (2001–2002)
- Pedro López Quintana (od 2002)